# Антонина (Бразилия)
Антони́на (порт. Antonina) — муниципалитет в Бразилии, входит в штат Парана. Составная часть мезорегиона Агломерация Куритиба. Входит в экономико-статистический микрорегион Паранагуа. Население составляет 20 729 человек на 2006 год. Занимает площадь 882,316 км². Плотность населения — 23,5 чел./км².

## История
Город основан 12 сентября 1714 года.

## Статистика
- Валовой внутренний продукт на 2003 год составляет 124 613 856,00 реалов (данные: Бразильский институт географии и статистики).
- Валовой внутренний продукт на душу населения на 2003 год составляет 6225,71 реалов (данные: Бразильский институт географии и статистики).
- Индекс развития человеческого потенциала на 2000 год составляет 0,770 (данные: Программа развития ООН).

## География
Климат местности — субтропический.